# Península de Brunswick

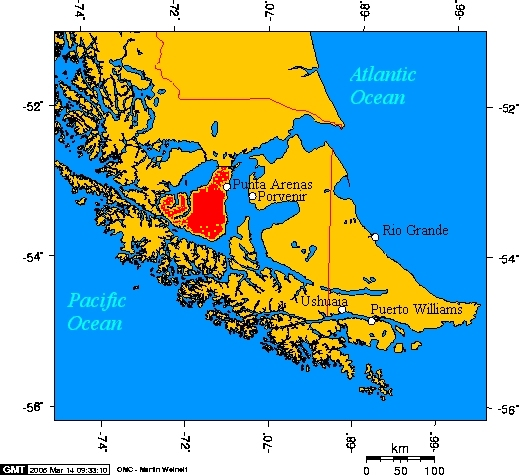
Mapa de la regió més meridional de l'Amèrica del Sud on es pot veure la península de Brunswick pintada de color vermell.

La península de Brunswick és una península xilena, de la regió de Magallanes, situada a la part més austral del continent sud-americà. Orogràficament, forma part del sistema dels Andes Patagons Occidentals, i per això posseeix podsol, un tipus de sól que és bo pel cultiu. Actualment, aquests sòls estan ocupats majoritàriament per plantes farratgeres per al bestiar oví. Pel que fa als seus recursos, a part del bestiar oví, la península de Brunswinck posseeix grans reserves minerals, tant de carbó com de coure; en el primer cas, destaquen els més de 5.000 mantells carbonífers que es troben sota la seva extensa superfície, i per importància cal citar el jaciment de Cutter Cove, a la part sud-occidental de la península i la mina Pecket, en operació des del 1987. Aquesta presenta, a més, la major quantitat de població de la regió, ja que allí se situa la ciutat de Punta Arenas, que és la capital regional i, per tant, concentra el major nombre d'indústries manufactureres de la zona, entre les quals ressalten les pesqueres (krill) i les dedicades a l'elaboració de productes alimentaris a partir del bestiar oví. Compta també amb drassanes per a la construcció i reparació de vaixells, principalment navals, doncs aquesta península voreja l'estret de Magallanes, que la separa de l'illa de Xàtiva.